# Lijst van senatoren uit Alaska

Zegel van de staat Alaska

Dit is een lijst van de senatoren voor de Amerikaanse staat Alaska. De senatoren voor Alaska zijn ingedeeld als Klasse II en Klasse III. De twee huidige senatoren voor Alaskas zijn: Lisa Murkowski senator sinds 2002 de (senior senator) en Dan Sullivan senator sinds 2015 de (junior senator), beiden lid van de Republikeinse Partij.
Prominenten die hebben gediend als senator voor Alaska zijn onder anderen: Ted Stevens (Republikeins partijleider in de senaat van 1979 tot 1980) en Mike Gravel (prominent politicus).

## Klasse II
| Nr.    | Senator voor Alaska Senator from Alaska | Senator voor Alaska Senator from Alaska | Senator voor Alaska Senator from Alaska | Ambtstermijn     | Ambtstermijn     | Partij(en) | Verkiezing(en) |
| ------ | --------------------------------------- | --------------------------------------- | --------------------------------------- | ---------------- | ---------------- | ---------- | -------------- |
| 1      |                                         | Bob Bartlett                            | Bob Bartlett (1904–1968)                | 3 januari 1959   | 11 december 1968 | D          | 1958           |
| 1      | 1960                                    | Bob Bartlett                            | Bob Bartlett (1904–1968)                | 3 januari 1959   | 11 december 1968 | D          |                |
| 1      | 1966                                    | Bob Bartlett                            | Bob Bartlett (1904–1968)                | 3 januari 1959   | 11 december 1968 | D          |                |
| Vacant |                                         |                                         |                                         |                  |                  |            |                |
| 2      |                                         | Ted Stevens                             | Ted Stevens (1923–2010)                 | 24 december 1968 | 3 januari 2009   | R          |                |
| 2      | 1970                                    | Ted Stevens                             | Ted Stevens (1923–2010)                 | 24 december 1968 | 3 januari 2009   | R          |                |
| 2      | 1972                                    | Ted Stevens                             | Ted Stevens (1923–2010)                 | 24 december 1968 | 3 januari 2009   | R          |                |
| 2      | 1978                                    | Ted Stevens                             | Ted Stevens (1923–2010)                 | 24 december 1968 | 3 januari 2009   | R          |                |
| 2      | 1984                                    | Ted Stevens                             | Ted Stevens (1923–2010)                 | 24 december 1968 | 3 januari 2009   | R          |                |
| 2      | 1990                                    | Ted Stevens                             | Ted Stevens (1923–2010)                 | 24 december 1968 | 3 januari 2009   | R          |                |
| 2      | 1996                                    | Ted Stevens                             | Ted Stevens (1923–2010)                 | 24 december 1968 | 3 januari 2009   | R          |                |
| 2      | 2002                                    | Ted Stevens                             | Ted Stevens (1923–2010)                 | 24 december 1968 | 3 januari 2009   | R          |                |
| 3      |                                         | Mark Begich                             | Mark Begich (1962)                      | 3 januari 2009   | 3 januari 2015   | D          | 2008           |
| 4      |                                         | Dan Sullivan                            | Dan Sullivan (1961)                     | 3 januari 2015   | heden            | R          | 2014           |
| 4      | 2020                                    | Dan Sullivan                            | Dan Sullivan (1961)                     | 3 januari 2015   | heden            | R          |                |

## Klasse III
| Nr.    | Senator voor Alaska Senator from Alaska | Senator voor Alaska Senator from Alaska | Senator voor Alaska Senator from Alaska | Ambtstermijn     | Ambtstermijn    | Partij(en) | Verkiezing(en) |
| ------ | --------------------------------------- | --------------------------------------- | --------------------------------------- | ---------------- | --------------- | ---------- | -------------- |
| 1      |                                         | Ernest Gruening                         | Ernest Gruening (1887–1974)             | 3 januari 1959   | 3 januari 1969  | D          | 1958           |
| 1      | 1962                                    | Ernest Gruening                         | Ernest Gruening (1887–1974)             | 3 januari 1959   | 3 januari 1969  | D          |                |
| 2      |                                         | Mike Gravel                             | Mike Gravel (1930–2021)                 | 3 januari 1969   | 3 januari 1981  | D          | 1968           |
| 2      | 1974                                    | Mike Gravel                             | Mike Gravel (1930–2021)                 | 3 januari 1969   | 3 januari 1981  | D          |                |
| 3      |                                         | Frank Murkowski                         | Frank Murkowski (1933)                  | 3 januari 1981   | 2 december 2002 | R          | 1980           |
| 3      | 1986                                    | Frank Murkowski                         | Frank Murkowski (1933)                  | 3 januari 1981   | 2 december 2002 | R          |                |
| 3      | 1992                                    | Frank Murkowski                         | Frank Murkowski (1933)                  | 3 januari 1981   | 2 december 2002 | R          |                |
| 3      | 1998                                    | Frank Murkowski                         | Frank Murkowski (1933)                  | 3 januari 1981   | 2 december 2002 | R          |                |
| Vacant |                                         |                                         |                                         |                  |                 |            |                |
| 4      |                                         | Lisa Murkowski                          | Lisa Murkowski (1957)                   | 20 december 2002 | heden           | R          |                |
| 4      | 2004                                    | Lisa Murkowski                          | Lisa Murkowski (1957)                   | 20 december 2002 | heden           | R          |                |
| 4      | 2010                                    | Lisa Murkowski                          | Lisa Murkowski (1957)                   | 20 december 2002 | heden           | R          |                |
| 4      | 2016                                    | Lisa Murkowski                          | Lisa Murkowski (1957)                   | 20 december 2002 | heden           | R          |                |
| 4      | 2022                                    | Lisa Murkowski                          | Lisa Murkowski (1957)                   | 20 december 2002 | heden           | R          |                |

Alabama: Tuberville (R) · Britt (R)
Alaska: Murkowski (R) · Sullivan (R)
Arizona: Kelly (D) · Gallego (D)
Arkansas: Boozman (R) · Cotton (R)
Californië: Padilla (D) · Schiff (D)
Colorado: Bennet (D) · Hickenlooper (D)
Connecticut: Blumenthal (D) · Murphy (D)
Delaware: Coons (D) · Blunt Rochester (D)
Florida: R. Scott (R) · Moody (R)
Georgia: Ossoff (D) · Warnock (D)
Hawaï: Schatz (D) · Hirono (D)
Idaho: Crapo (R) · Risch (R)
Illinois: Durbin (D) · Duckworth (D)
Indiana: Young (R) · Banks (R)
Iowa: Grassley (R) · Ernst (R)
Kansas: Moran (R) · Marshall (R)
Kentucky: McConnell (R) · Paul (R)
Louisiana: Cassidy (R) · Kennedy (R)
Maine: Collins (R) · King (O)
Maryland: Van Hollen (D) · Alsobrooks (D)
Massachusetts: Warren (D) · Markey (D)
Michigan: Peters (D) · Slotkin (D)
Minnesota: Klobuchar (D) · Smith (D)
Mississippi: Wicker (R) · Hyde-Smith (R)
Missouri: Hawley (R) · Schmitt (R)
Montana: Daines (R) · Sheehy (R)
Nebraska: Fischer (R) · Ricketts (R)
Nevada: Cortez Masto (D) · Rosen (D)
New Hampshire: Shaheen (D) · Hassan (D)
New Jersey: Booker (D) · Kim (D)
New Mexico: Heinrich (D) · Luján (D)
New York: Schumer (D) · Gillibrand (D)
North Carolina: Tillis (R) · Budd (R)
North Dakota: Hoeven (R) · Cramer (R)
Ohio: Moreno (R) · Husted (R)
Oklahoma: Lankford (R) · Mullin (R)
Oregon: Wyden (D) · Merkley (D)
Pennsylvania: Fetterman (D) · McCormick (R)
Rhode Island: Reed (D) · Whitehouse (D)
South Carolina: Graham (R) · T. Scott (R)
South Dakota: Thune (R) · Rounds (R)
Tennessee: Blackburn (R) · Hagerty (R)
Texas: Cornyn (R) · Cruz (R)
Utah: Lee (R) · Curtis (R)
Vermont: Sanders (O) · Welch (D)
Virginia: Warner (D) · Kaine (D)
Washington: Murray (D) · Cantwell (D)
West Virginia: Moore Capito (R) · Justice (R)
Wisconsin: Johnson (R) · Baldwin (D)
Wyoming: Barrasso (R) · Lummis (R)
(D): Democraat · (R): Republikein · (O): Onafhankelijk